# سید کسران
سید کسران (به انگلیسی: Syed Kasran) یک منطقهٔ مسکونی در پاکستان است که در ناحیه راولپندی واقع شده‌است.